# 囚牛

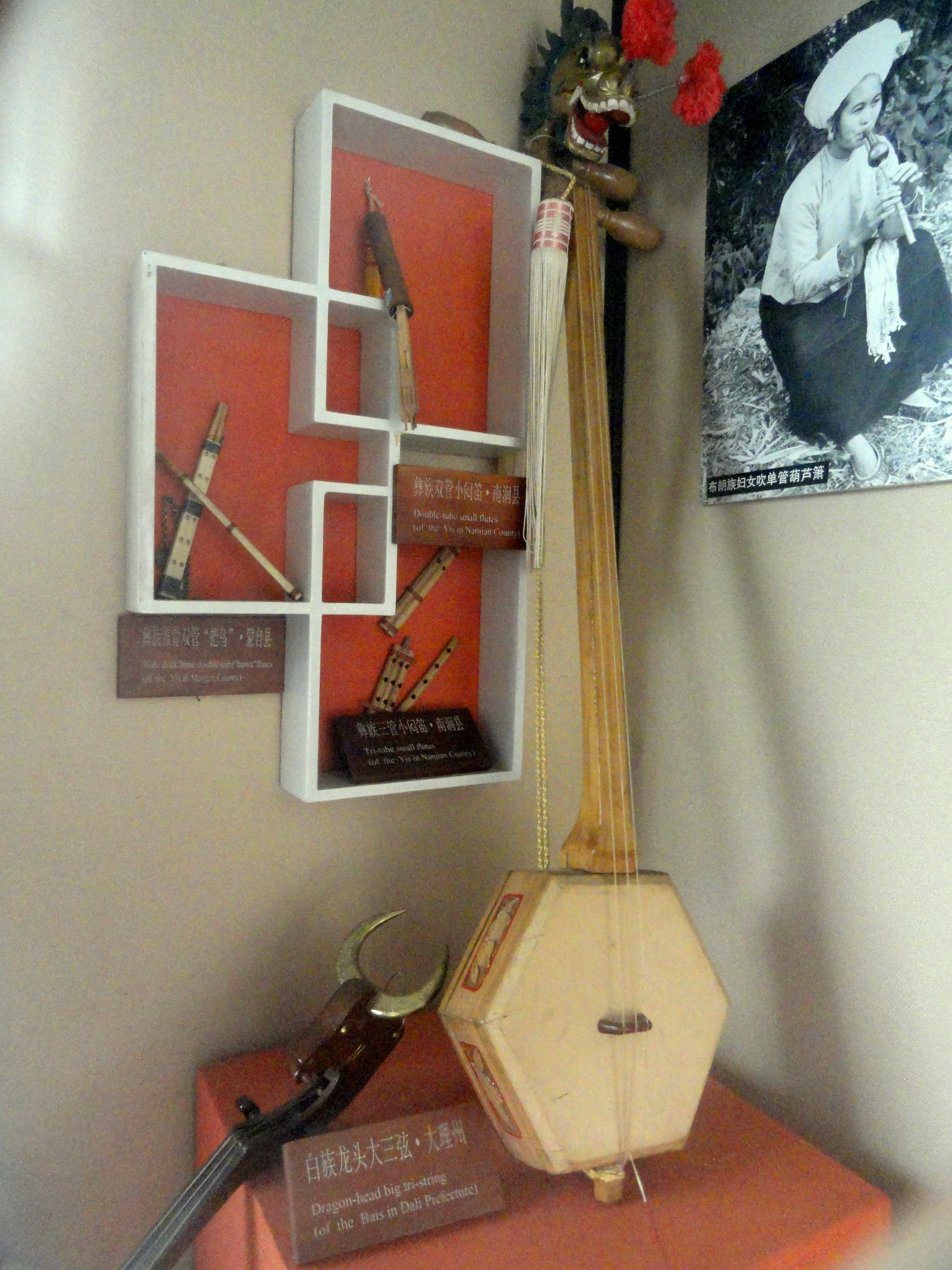
囚牛琴頭

囚牛，龍生九子中的長子，明朝李東陽所著《懷麓堂集》之〈記龍生九子〉篇中所記：「囚牛，龍種，平生好音樂，今胡琴頭上刻獸是其遺像。」，形狀為有鱗角的黃色小龍，平生很喜歡音樂，酷愛彈琴，對音樂有很高的造詣，所以很多琴頭都用祂的造像。
例如：漢族的胡琴、彝族的龍頭月琴、白族的三弦琴以及藏族的一些樂器上也有其揚頭張口的形象。

## 相關
- 中國妖怪列表